# 西東京予備校

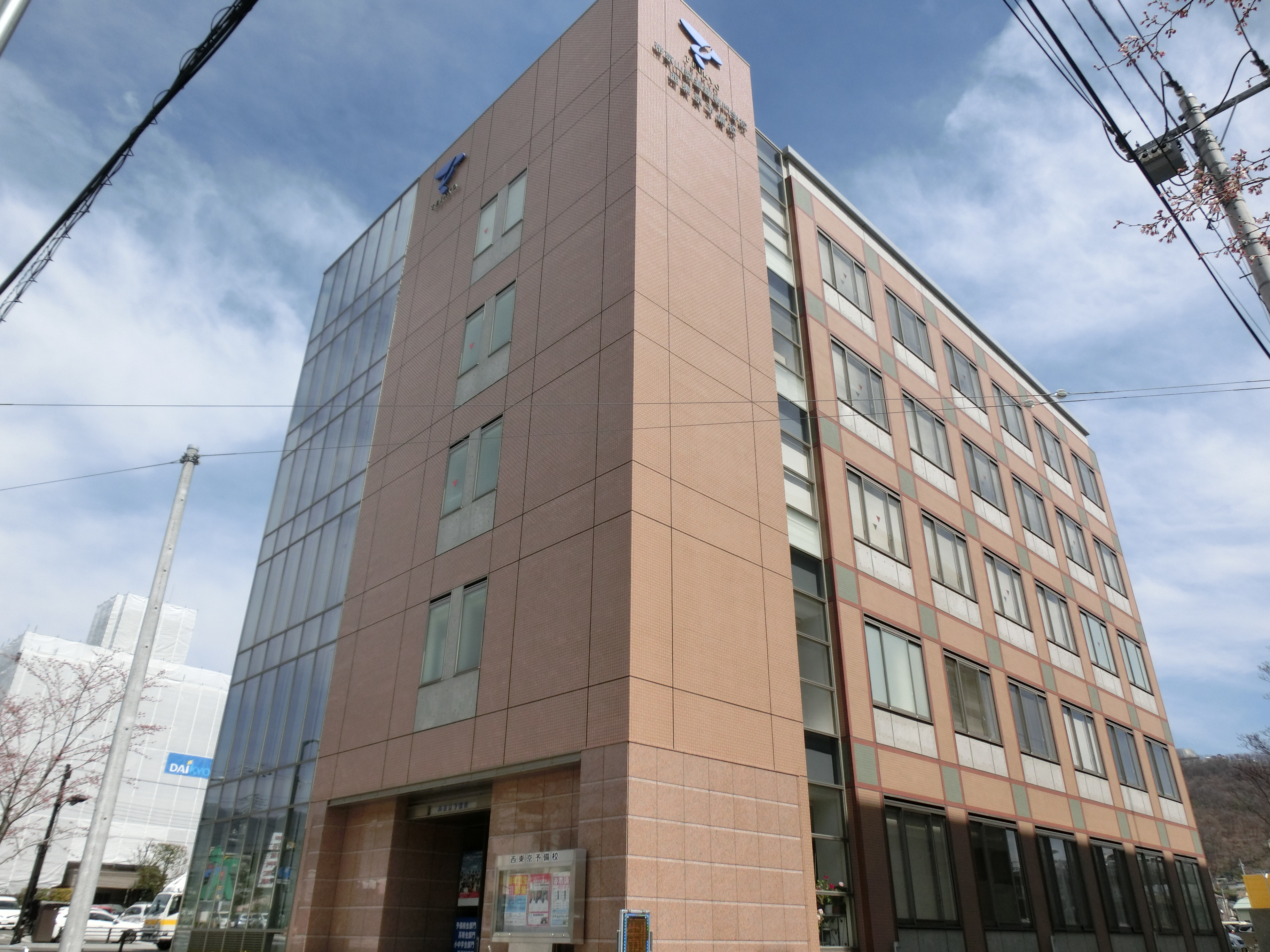
西東京予備校本部

西東京予備校（にしとうきょうよびこう）は、山梨県甲府市に本部を置く塾・予備校。略称はニシヨビ。運営は株式会社西帝京学苑。帝京大学グループに所属している。

## 沿革
- 1931年（昭和6年） - 財団法人帝京商業学校設立
- 1951年（昭和26年） - 財団法人帝京商業学校を学校法人帝京商業学校に改組
- 1959年（昭和34年） - 学校法人帝京商業学校を学校法人帝京第一学園に改称
- 1984年（昭和59年） - 学校法人帝京第一学園により、帝京西東京予備校として設置[1]
- 1987年（昭和62年） - 学校法人帝京第一学園を学校法人帝京大学に改称
- 2008年（平成20年） - 運営する学校法人帝京大学より廃止。運営母体が株式会社西帝京学苑（当初の代表取締役・冲永恵津子）となる。これにより西東京予備校と改称

## 開講講座

### 予備校本科
- 東大・京大（理専・文専）コース
- 難関国公立理系コース
- 国公立理系コース
- 難関国公立文系コース
- 国公立文系コース
- 難関私立理系コース
- 私立理系コース
- 早・慶・上智コース
- 私立文系コース
- 医療・看護系コース
- 単科ゼミ
- 自由選択コース

### 現役生部門
- 高校生集団授業（共通テスト対策講座・ハイレベル/スタンダード講座・２次私大対策講座・選抜対策小論文講座）
- プレミアム個別指導（プロ講師による完全マンツーマン指導）
- マイラーン個別指導（研修を受けたチューターによるマンツーマン指導）
- スタディ５（自立学習＋個別指導）

### 通信制高校部門
- 学校法人つくば開成学園つくば開成高等学校

## 特色
- 河合塾マナビスを導入している。
- 城南コベッツを導入している

## 校舎

### 西東京予備校
- 甲府本部校
- 南アルプス校

### 西東京個別指導塾　マイラーン
- 昭和校

### 河合塾マナビス
- 甲府校
- 昭和校
- 松本校

### 城南コベッツ
- 甲府東教室

### つくば開成高等学校
- 山梨校
- 富士吉田キャンパス（学習等支援施設）